# Воротниково (Белгородская область)
Воро́тниково — село в Старооскольском городском округе Белгородской области. Находится в 10 километрах от города Старый Оскол. Входит в Незнамовскую сельскую территорию.

## Климат
Воротниково находится в умеренно-климатическом поясе с умеренно континентальным климатом, для которого характерны тёплое лето и холодная зима.

## История
Ещё в 1596 году напротив Отводной поляны на правом берегу речки Убля, поселились сторожа ворот Оскольской крепости — воротники, а поселение стало именоваться Воротничьей (Воротниковой) поляной. В конце XVIII века деревня Воротниково насчитывала 29 дворов и 158 жителей.
В начале 1930-х годах деревня Воротниково (в 1932 г. — 583 жителя) входила в Незнамовский сельсовет Старооскольского района. С 1934 года был образован Воротниковский сельсовет, который был включен в Старооскольский район Курской области.
В 1954 году Воротниково вошло в состав новообразованной Белгородской области.
В 1997 году в селе насчитывалось 142 хозяйства и 243 жителя.

## Население
| 2002 | 2010 |
| ---- | ---- |
| 241  | ↗254 |

### Известные уроженцы
- Тебекин, Павел Дорофеевич (5 ноября 1917 — 27 февраля 1980) — подполковник Советской Армии, участник Великой Отечественной войны, Герой Советского Союза (1945).